# Júlia Székely
Pour les articles homonymes, voir Szekely.
Dans le nom hongrois Székely Júlia, le nom de famille précède le prénom, mais cet article utilise l’ordre habituel en français Júlia Székely, où le prénom précède le nom.
Júlia Székely (née le 8 mai 1906 à Budapest et morte le 19 mars 1986 dans la même ville) est une écrivaine et musicienne hongroise.

## Biographie
Júlia Székely étudie auprès du compositeur et musicologue Béla Bartók avant de devenir pianiste.
Elle est l'auteur de dix-sept ouvrages : romans, pièces de théâtre et biographies (notamment de musiciens). 

## Œuvres
- A repülő egér (1939), roman Publié en français sous le titre Rue de la Chimère, traduit par Sophie Képès, Paris, Buchet-Chastel, 2005  (ISBN 2-283-02126-X)
- Bűnügy (1941), roman Publié en français sous le titre Seul l’assassin est innocent, traduit par Sophie Képès, Paris, Phébus, coll. « Littérature étrangère », 2015  (ISBN 978-2-7529-0986-2) ; réédition, Paris, LGF, coll. « Le Livre de poche.biblio » no 35304, 2019  (ISBN 978-2-253-10030-0)
- Ágytól és asztaltól (1943)
- Boszorkány-konyha (1947)
- Muzsikusok (1950)
- Bartók tanár úr (1957), sur le compositeur Béla Bartók
- A halhatatlan kedves (1961), biographie du compositeur Ludwig van Beethoven
- Vándorévek (1962), biographie du compositeur Franz Liszt
- Elindultam szép hazámból (1965), biographie de Béla Bartók
- Schubertiáda (1968), biographie du compositeur Franz Schubert
- Chopin Párizsban (1969), sur le compositeur Frédéric Chopin
- Az ötödik parancsolat (1970)
- A magyar Orfeusz (1973)
- A magányosság iskolája (1975)
- Valahol háború van – Nagyapám tévedett (1982)
- Áldott magányosság (1986)

## Sources
- Note biographique sur le Lexikon électronique : http://www.netlexikon.hu/yrk/Ryrgenwm/14441 (hu)